# 陕西对囊蕨
陕西对囊蕨（学名：Deparia giraldii）也称陕西蛾眉蕨，为蹄盖蕨科对囊蕨属下的一个种。